# Ctenardisia
Ctenardisia es un género de plantas con flores  de arbustos pertenecientes a la antigua familia Myrsinaceae, ahora subfamilia Myrsinoideae. Comprende 6 especies descritas y de estas, solo 5 aceptadas.

## Taxonomía
El género fue descrito por Adolpho Ducke y publicado en Archivos do Jardim Botânico do Rio de Janeiro 5: 179. 1930. La especie tipo es: Ctenardisia speciosa

## Especies aceptadas
A continuación se brinda un listado de las especies del género Ctenardisia aceptadas hasta noviembre de 2013, ordenadas alfabéticamente. Para cada una se indica el nombre binomial seguido del autor, abreviado según las convenciones y usos. 
- Ctenardisia amplifolia (Standl.) Lundell
- Ctenardisia ovandensis (Lundell) Lundell
- Ctenardisia purpusii
- Ctenardisia speciosa
- Ctenardisia stenobotrys (Standl.) Lundell & Pipoly